# 에피바이오텍
에피바이오텍(epibiotech)은 대한민국의 탈모 치료제 전문 연구 개발 기업이다. 2024년 대표이사가 탈모 치료제 연구 개발로 기술혁신 공로 인정받아 기술혁신 중소벤처기업부 장관상을 수상하였다. CXCL12를 표적으로 하는 EPI-005 항체치료제 개발 중에 있다.

## 역사 및 현황
에피바이오텍은 2015년 12월 23일에 스템모어라는 사명으로 설립되었으며, 2021년 3월 24일 사명을 에피바이오텍으로 변경하였다.
2023년 7월 31일에는 코넥스 시장에 상장하였다.